# Басимов, Спартак Артурович
Спарта́к Арту́рович Баси́мов (род. 7 августа 2000 года, Уфа, Башкортостан) — российский хоккеист, выступавший в высшей лиге Казахстана.

## Биография
Родился в Уфе, с 2009 года выступал в детских и юношеских соревнованиях за местные команды. Дебютировал в сезоне 2017/2018 в чемпионате Молодёжной хоккейной лиги (МХЛ) в составе уфимского «Толпара», в сезоне 2019/2020 вошёл в систему череповецкой «Северстали», где был задействован в составе клуба МХЛ Алмаз (в Континентальной хоккейной лиге дебютировал в одном матче за «Северсталь» в следующем сезоне). В тот же период был задействован во Высшей (с 2022 года — Всероссийской) хоккейной лиги (ВХЛ) в 6 играх пермского Молота-Прикамье.
С 2021 года выступал в Pro Hokei Ligasy (чемпионате Казахстана), в сезоне 2021/2022 представляя «Бейбарыс» из Атырау. Пропустив следующий сезон, в сезоне 2023/2024 вошёл в состав ХК «Алматы».
В следующем сезоне вернулся в ВХЛ, войдя в состав кирово-чепецкой «Олимпии».